# Expansiunea teritorială a Statelor Unite ale Americii
Expansiunea teritorială a Statelor Unite se referă la creșterea teritorială a Statelor Unite după obținerea independenței sale în 1783.

Expansiunea teritorială a Statelor Unite ale Americii - animație

## 1783 - 1853
Tratatul de la Paris (1783) cu Marea Britanie definea granițele originale ale Statelor Unite. Din cauza unor ambiguități ale tratatului, controlul asupra Machias Seal Island și North Rock rămânea o dispută între SUA și Canada. Alte ambiguități teritoriale (precum Northeastern Boundary Dispute și teritoriul disoptat Indian Stream) au fost rezolvate prin Tratatul Webster-Ashburton din 1842.

### Louisiana

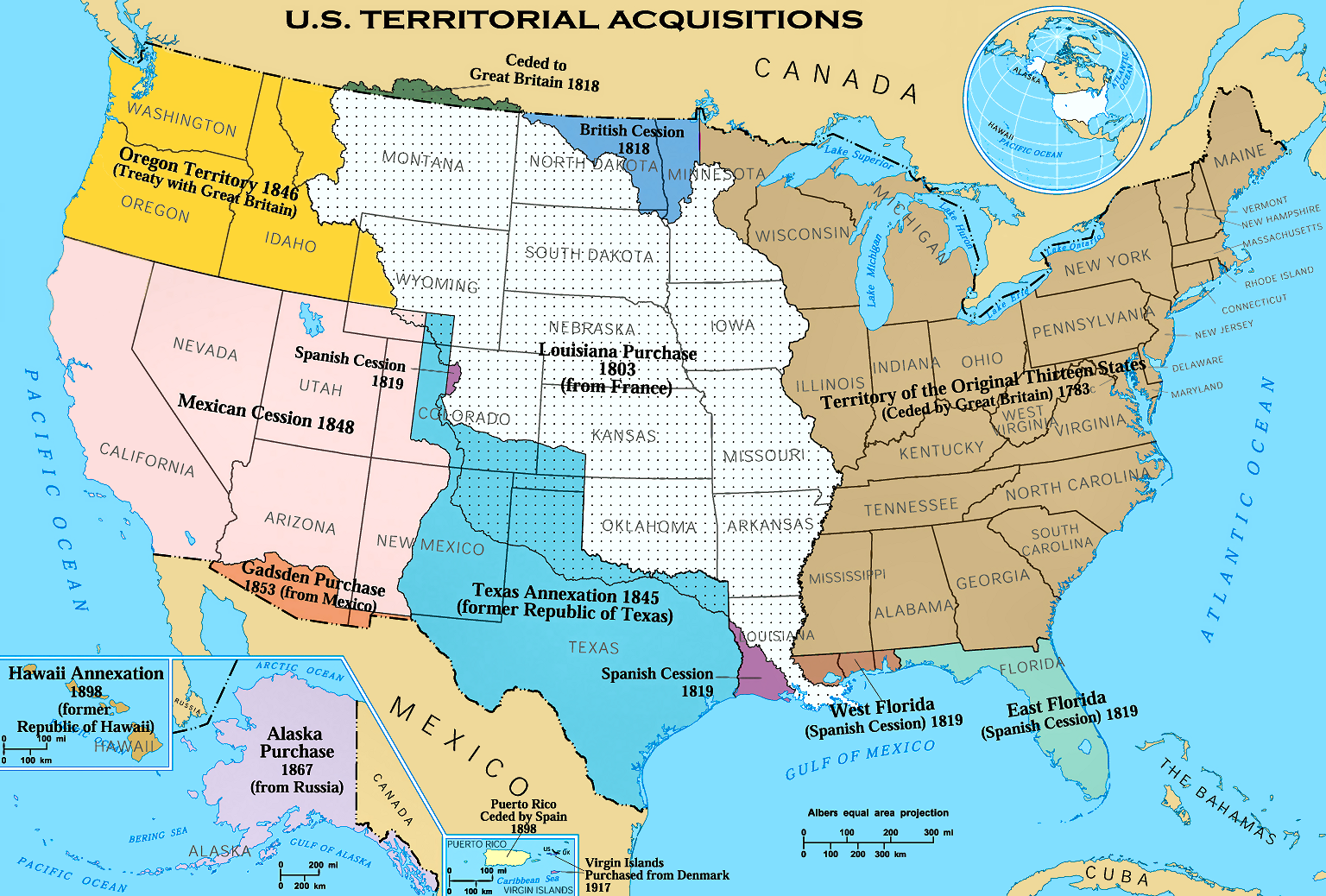
Achiziții teritoriale într-un atlas din 2005.

Achiziția Louisianei finalizată în 1803, a fost negociată de Robert Livingston în timpul președintelui Thomas Jefferson. O suprafață de pământ de aproximativ 2.100.000 km² (echivalentul a circa 828.000 de mile² sau 529.911.680 de acri) a fost cumpărată de către Statele Unite ale Americii de la Franța la costul de aproximativ 3¢ per acru sau 7¢ per ha; totalizând 15 milioane de dolari americani (ai timpului respectiv, astăzi cca. 233 milioane de dolari). 

### West Florida
West Florida a fost declarată de președintele James Madison ca fiind posesiune a SUA în 1810.

### Red River

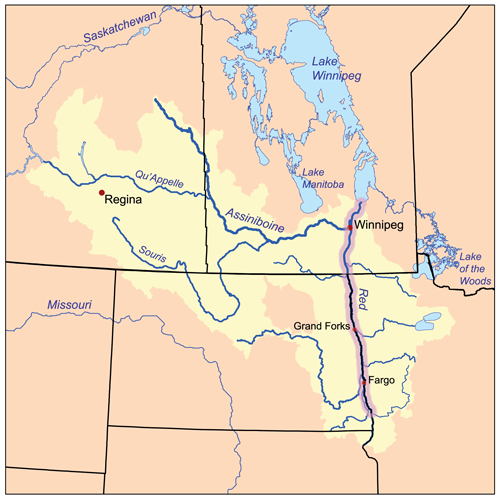

Valea Râului Roșu al Nordului a fost obținută în 1818 de la Marea Britanie, prin Tratatul din 1818 (era parte a Rupert's Land, teritoriu britanic deținut de Hudson's Bay Company. Restul teritoriului Rupert's Land a fost cumpărat de Canada de la Marea Britanie, fiind cea mai mare achiziție canadiană de terenuri, comparabilă cu cumpărarea Louisianei de către SUA). În schimb SUA a cedat Marii Britanii teritoriul său de dincolo de paralela 49, fiind printre puținele cedări de teritoriu pe care le-a făcut SUA pe continentul nord-american.

### East Florida
Tratatul Adams-Onís din 1819 cu Spania prevedea cedarea a East Florida și a statului liber Sabine de către Spania și încetarea oricăror pretenții spaniole asupra comitatului Oregon. Articolul III al tratatului a dus la achiziționarea unei mici zone din centrul statului Colorado.

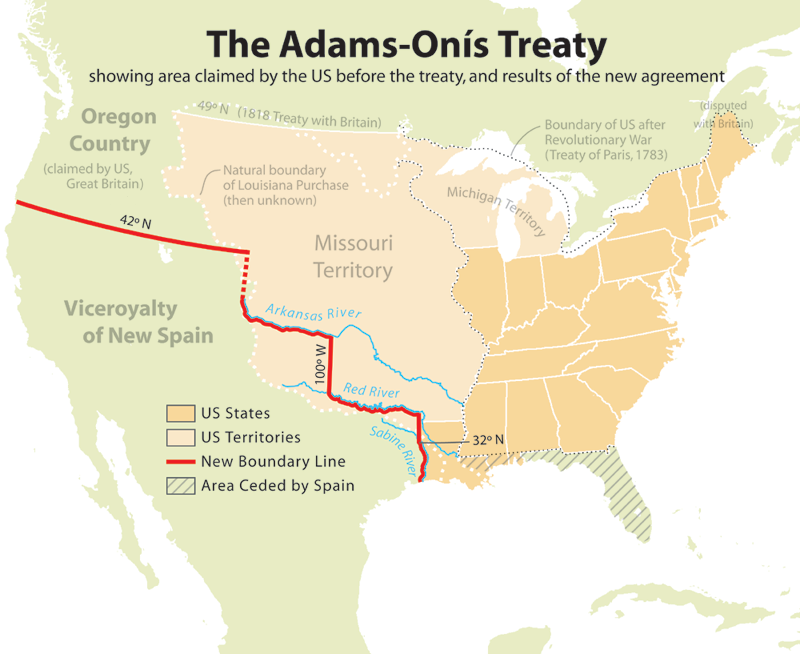
Harta rezultatului tratatului Adams–Onís.

Statele Unite au primit drepturi teritoriale asupra Floridei Spaniole (Florida de Est și de Vest britanice între 1763-1783) în schimbul plății de către Statele Unite a revendicărilor localnicilor față de guvernul spaniol în valoare totală de 5.000.000 de dolari și al renunțării la revendicările teritoriale din Texas la vest de râul Sabine și din alte zone spaniole. Tratatul a fost definitivat la 22 februarie 1819, la Washington, D.C., după care a fost ratificat și a intrat în vigoare la 22 februarie 1821. Comisia americană înființată pentru a adjudeca revendicările a luat în considerație circa 1800 de astfel de revendicări și le-a evaluat la 5.454.545,13. Întrucât tratatul limita plata la 5 milioane de dolari, comisia a redus suma de plată în fiecare caz proporțional cu 8,33%.
Tratatul Adams–Onís a rezolvat disputa privind trasarea de granițe clare, dând Statelor Unite Florida și Louisiana și Spaniei tot teritoriul de la vest de Louisiana din Texas până în California. Noua graniță a fost stabilită de la Golful Mexic spre nord pe râul Sabine până la paralela de 32 de grade latitudine nordică, și de acolo direct spre nord până la Red River, apoi spre vest de-a lungul Red River până la meridianul de 100 de grade longitudine vestică, de acolo direct spre nord până la râul Arkansas, apoi spre vest până la izvoarele acestuia, apoi nord până la paralela de 42 de grade latitudine nordică, și de acolo spre vest de-a lungul paralelei până la Oceanul Pacific. Neoficial, această graniță a fost denumită „Step Boundary” („granița în trepte”).
Revendicările Spaniei asupra Țării Oregon datau de la bula papală din 1493 care acordase Spaniei drepturile de colonizare a coastei de vest a Americii de Nord și de la acțiunile lui Vasco Núñez de Balboa din 1513, când el a revendicat întreaga „Mare a Sudului” (Oceanul Pacific) și pământurile de lângă ea în numele coroanei spaniole. Pentru a întări aceste revendicări vechi de 250 de ani, spre sfârșitul secolului al XVIII-lea, Spania a înființat un avanpost militar și comercial în Columbia Britanică de astăzi și a efectuat „acte de suveranitate” în Alaska de astăzi. Ca urmare a tratatului Adams–Onís, Statele Unite au obținut de la Spania drepturile asupra Țării Oregon de la nord de paralela 42.

### De-a lungul frontierei canadiene
Tratatul Webster-Ashburton din 1842 a finalizat granița dintre Statele Unite și Canada (care era colonie britanică în acel timp).

### Texas
Anexarea Texasului din 1845 reprezintă anexarea Republicii Texas de către Statele Unite ale Americii ca al douăzeci și optulea stat component.

### Oregon

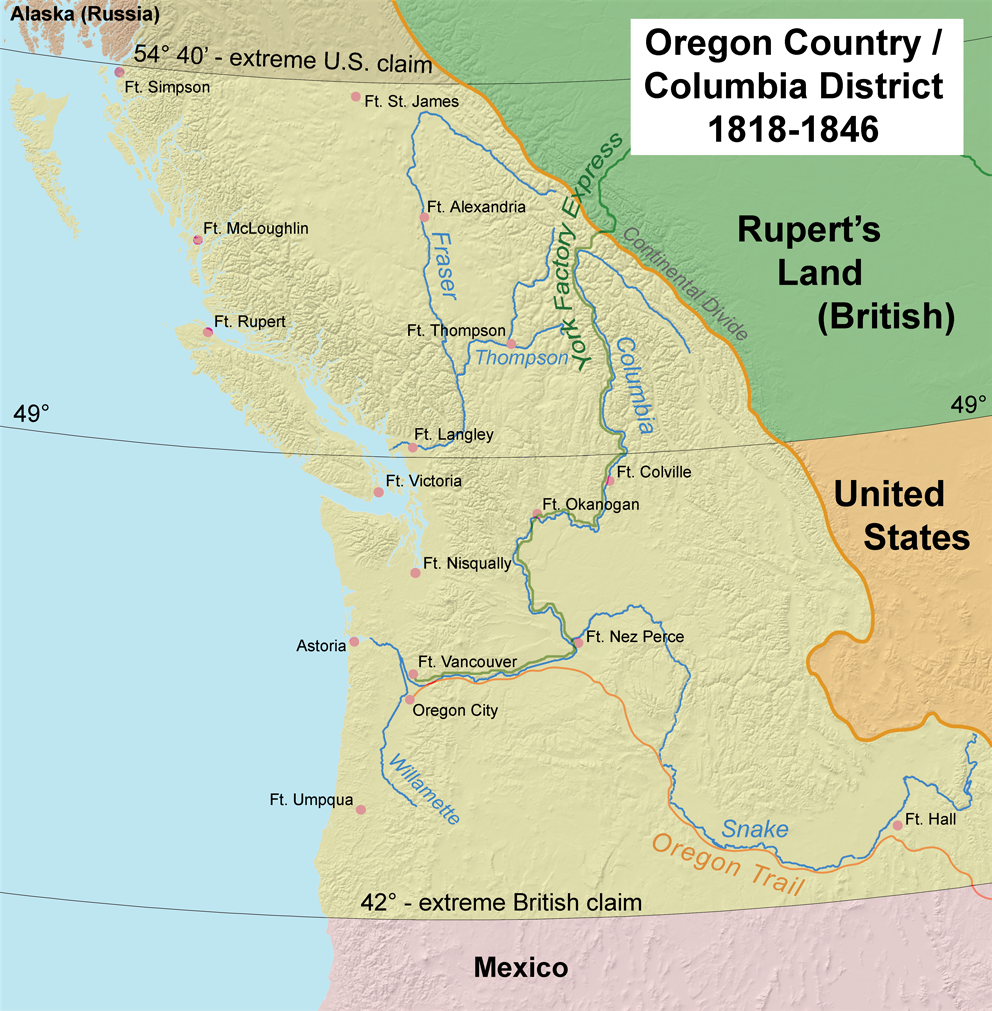
Oregon

Teritoriul Oregon a fost controlat în comun de SUA și Regatul Unit în urma Convenției anglo-americane din 1818 până la 15 iunie 1846 când pe baza Tratatului Oregon a fost împărțit teritoriul de-a lungul paralelei 49 (a se vedea disputa limita Oregon). Insulele San Juan au fost revendicate și în ocupate comun în perioada 1846-1872 de SUA și Marea Britanie din cauza unor ambiguități ale tratatului. Arbitrajul a dus la posesia unică a SUA a Insulelor San Juan din anul 1872.

### Cesiunea Mexicană

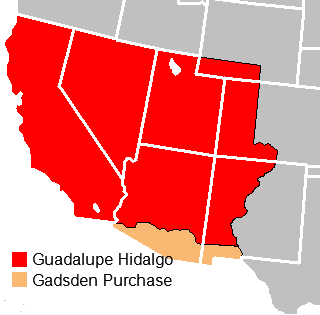
Schimbul de teritoriu facilitat de tratatul de la Guadalupe Hidalgo (roșu) și cel al Achiziției Gadsden (portocaliu).

Terenurile mexicane de cesiune au fost capturate în timpul războiului mexicano-american din 1846-48 și cedate de Mexic prin Tratatul de la Guadalupe Hidalgo. Prin acest tratat, Mexicul era de acord cu actuala graniță cu SUA, cu excepția teritoriului cumpărat de James Gadsden în 1853. Statele Unite ale Americii au plătit 15 milioane dolari (echivalentul astăzi a 374 milioane dolari). Se asemenea Statele Unite au acceptat și să preia datorii de 3,25 de milioane de dolari (75 milioane de dolari la nivelul din 2012) ale statului mexican față de cetățeni americani.

### Achiziția Gadsden

Teritoriul cumpărat de SUA în 1853

Prin Achiziția Gadsden din 1853, Statele Unite ale Americii au cumpărat o fâșie de pământ de-a lungul frontierei cu Mexicul contra sumei de 10 milioane de dolari (echivalentul astăzi a 279 milioane dolari). Zona, având 76.800 km2, este situată acum în sud-vestul New Mexico și sudul Arizonei. Acest teritoriu a fost cumpărat pentru a se construi în sudul SUA o cale ferată transcontinentală (care nu a fost construită nici până astăzi).
Tratatul a fost semnat de James Gadsden, ambasadorul american în Mexic, la 30 decembrie 1853. A fost apoi ratificat, cu modificări, de către Senatul SUA, la 25 aprilie 1854 și semnat de președintele Franklin Pierce, fiind aprobat și adoptat de către Mexic la 8 iunie 1854.

## După 1853

### Alaska

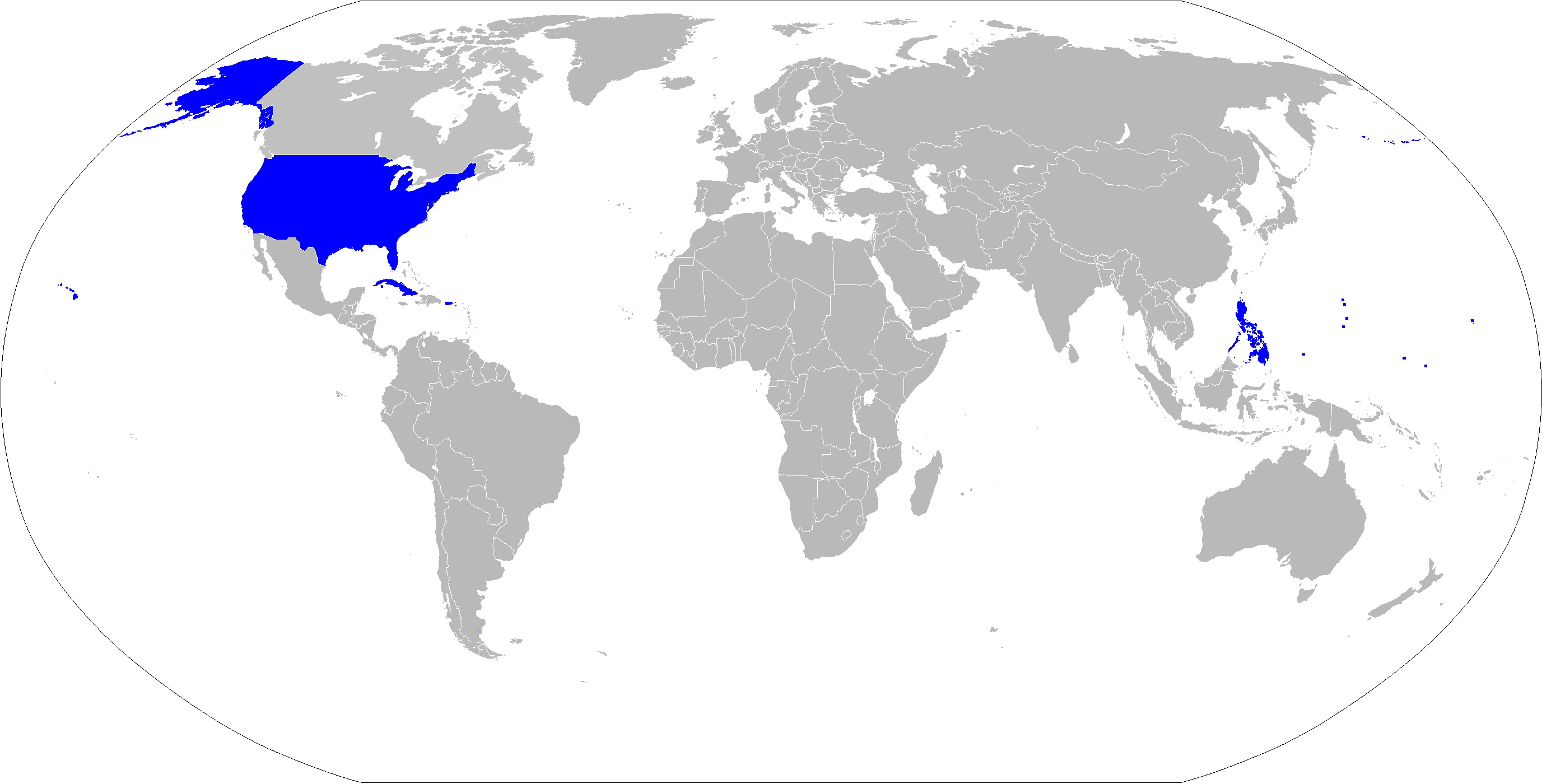
Harta Statele Unite la expansiunea sa teritorială maximă

Alaska a fost cumpărată de către Statele Unite ale Americii de la Imperiul Rus în 1867. Achiziția, efectuată la inițiativa Secretarului de Stat american William H. Seward, s-a concretizat prin anexarea de către SUA a unui teritoriu cu o suprafață de 1.518.800 km². Inițial organizat sub numele de departamentul Alaska, zona a devenit apoi districtul Alaska și teritoriul Alaska înainte de a fi admis ca stat în Statele Unite ale Americii în 1959.

### Hawaii
Regatul Hawaii a fost strâns legat de munca misionară și a comerțului SUA din anii 1809. În 1818, cei care conduceau afacerile în zonă au detronat-o pe regină și au solicitat anexarea. Președintele Grover Cleveland i-a respins puternic, astfel încât Hawaii a devenit o republică independentă. Sud-democrații din Congres s-au opus cu fermitate surplusului de oameni care nu erau albi. Președintele William McKinley, un republican, a asigurat-o printr-o rezoluție a Congresului în 1898, iar mica republică a devenit parte a SUA, toți cetățenii săi devenind cetățeni cu drepturi egale ai SUA. Un factor decisiv al anexării a fost nevoia SUA de a avea baze navale avansate pentru a contracara ambițiile imperiale japoneze. Insulele Hawaii au devenit oficial teritoriu al Statelor Unite în 1900. După ce populația locală a aprobat anexarea prin vot în proporție de 94%, la 21 august 1959 teritoriul Hawaii a devenit al 50-lea stat al SUA, statul Hawaii.
De Hawaii aparținea Atolul Palmyra care a fost anexat de către SUA în 1859, dar mai târziu a fost abandonat. Mai târziu a fost revendicat de către Hawaii.

### Colonii spaniole
Puerto Rico, Guam și Filipine (pentru care Statele Unite au plătit Spaniei 20 milioane $, echivalentul din prezent a 559 milioane $) au fost cedate de Spania după Războiul Hispano-American în 1898 după semnarea Tratatului de la Paris. Spania a renunțat la pretențiile sale de suveranitate asupra Cubei, dar nu a cedat-o Statelor Unite, astfel încât Cuba a devenit un protectorat. Toate aceste patru domenii au fost sub conducerea guvernului militar al Statelor Unite (United States Military Government, USMG) pentru perioade de timp extinse. Cuba a devenit o națiune independentă în 1902, iar Filipine în 1946. 

#### Cuba
După războiul spaniolo-american din 1898, Statele Unite au ocupat insula Cuba până când i s-a recunoscut independența în 1902, limitată totuși de Amendamentul Platt (revocat în 1934), SUA continuând să aibă o influență majoră în politica cubaneză. La Guantanamo se află o închisoare americană, de asemenea o bază navală a SUA din 1902.

#### Puerto Rico
La 25 iulie 1898, în timpul războiului spaniol-american, Puerto Rico a fost invadat de Statele Unite, trupele debarcând pe la Guánica. Ca un rezultat al războiului, Legea Jones–Shafroth a acordat tuturor locuitorilor din Puerto Rico cetățenia americană în 1917. În 1948, SUA a acordat portoricanilor dreptul de a-și alege democratic un guvernator. În 1950, administrația Truman a permis efectuarea unui referendum democratic în Puerto Rico pentru a determina dacă portoricanii doresc să-și elaboreze propria lor constituție locală, fără a afecta statutul său de teritoriu fără personalitate juridică al SUA.

#### Guam
După războiul americano-spaniol din 1898 Guam a devenit posesiune a SUA. În 8 decembrie 1941, în cel de-al doilea război mondial, Guam a fost invadat de armata japoneză. Statele Unite au recâștigat insula în 21 iulie 1944, după bătălia Guamului. După război, Guam a fost declarat teritoriu organizat al Statelor Unite, locuitorii insulei primind cetățenie americană.

#### Filipine
Tratatul de pace de la Paris din 1898, care încheie Războiul Hispano-American, cedează arhipelagul Filipine Statelor Unite, care înăbușă în anul 1901 mișcarea de eliberare națională. Între 1899-1913 are loc Războiul Filipino-American în urma căruia Statele Unite a colonizat Filipine și a desființat Republica Filipine. În 1935 este ales primul președinte național al țării, Manuel Luis Quezón. Arhipelagul este ocupat între 1942 și 1945 de trupele japoneze. La 4 iulie 1946, se proclamă republică independentă.

### Insula Wake
Insula Wake a fost anexată de Statele Unite în 1899. (Wake este revendicată de statul Insulele Marshall.)

### Samoa Americană
La sfârșitul secolului al XIX-lea arhipelagul Samoa a fost ocupat de S.U.A., Marea Britanie și Germania. În anul 1899, prin Tratatul de la Berlin (1899), au fost împărțite în zona de est (actuala Samoa Americană) și zona de vest care aparținea Germaniei și care apoi a intrat sub protecția neozeelandeză. Partea de vest și-a dobândit autonomia în anul 1959 și independența în anul 1962. SUA a preluat controlul asupra Samoa Americană la 7 iunie 1900 pe baza Actului de Cesiune. Insula Tutuila și insula Aunuu au fost cedate de către șefii lor în 1900, apoi au fost adăugate la Samoa Americană. Manu'a a fost anexată în 1904, apoi alipită la Samoa Americană.(Această anexare și alipire este în prezent contestată de către Tokelau, un teritoriu colonial din Noua Zeelandă.)
Samoa Americană a fost sub controlul Marinei SUA în perioada 1900 - 1951. Samoa Americană a devenit teritoriu oficial în 1929. Din 1951 până în 1977, guvernatorii teritoriali au fost numiți de către secretarul de Interne. Imigrarea americanilor nu a fost niciodată la fel de mare cum a fost, de exemplu, în Hawaii, indigenii din Samoa fiind în număr de 89% din totalul populației. Insulele au fost reticente în a separa de SUA prin orice metodă.

### Zona Canalului Panama
Zona Canalului Panama (Panama Canal Zone) a fost un teritoriul neorganizat american situat în Republica Panama. Acesta a fost stabilit în conformitate cu Tratatul Hay–Bunau-Varilla din 1903 și a fost desființat în 1979, pe baza tratatelor Torrijos-Carter. Panama a obtinut controlul deplin asupra Canalului Panama în 1999.

### Insulele Virgine
La 31 martie 1917 Statele Unite au pus stăpânire pe Insulele Virgine, cumpărând coloniile daneze St. Croix, St. John și St. Thomas cu 25 milioane dolari, iar insulele au fost denumite Insulele Virgine Americane. În 1927 locuitorilor li s-a oferit cetățenia americană.

### Protectoratul ONU al Insulelor din Pacific
The Trust Territory of the Pacific Islands (TTPI) a fost un teritoriu aflat sub protecția Organizației Națiunilor Unite în Micronezia (vestul Pacificului), administrat de către Statele Unite ale Americii din 18 iulie 1947, care cuprindea zonele controlate prin fostul Mandat al Ligii Națiunilor care era administrat de către Japonia și care a fost preluat de SUA în 1944. Diferitele grupări insulare din acest teritoriu aflat sub tutelă au fost mai târziu împărțite. Insulele Marshall și Statele Federate ale Microneziei și-au obținut independența pe 21 octombrie 1986. Palau a făcut același lucru în 1994. Toate cele trei națiuni au semnat tratate de liberă asociere (Compacts of Free Association) cu Statele Unite.

### Granița mexicană
Tratatul de frontieră din 1970 a transferat 10.938 km2 de la Mexic în favoarea SUA. În schimb, SUA a cedat 8.4493 km2 Mexicului, inclusiv micul oraș Rio Rico, Texas.

### Comunitatea Insulelor Mariane de Nord
După războiul americano-spaniol, Spania cedează SUA partea sudică a insulelor, iar partea nordică este vândută la data de 12 februarie 1899 Germaniei.
După primul război mondial, insulele Mariane trec sub control japonez, iar după al doilea război mondial, prin hotărârea ONU, insulele trec sub controlul SUA. Din anul 1978, Insulele Mariane de Nord formează un Commonwealth (noțiune ce desemnează o confederație de state formată din foste colonii, o uniune politică benevolă de state suverane și independente) cu Statele Unite, din 1986 beneficiind de autonomie internă din anul 1986. Insula Guam a rămas teritoriu dependent, cu autonomie limitată, sub controlul direct al SUA, aici aflându-se o importantă bază militară americană.

### Point Du Hoc
Cele 13 hectare care formează Pointe du Hoc, o fortificație germană de coastă din Normandia capturată la începutul Zilei Z a fost cedată de către Franța Guvernului Statelor Unite la 11 ianuarie 1979.